# Гутвернис
Гутверни́с (фр. Goutevernisse, окс. Gotavernissa) — коммуна во Франции, находится в регионе Юг — Пиренеи. Департамент — Верхняя Гаронна. Входит в состав кантона Рьё-Вольвестр. Округ коммуны — Мюре.
Код INSEE коммуны — 31225.

## География
Коммуна расположена приблизительно в 640 км к югу от Парижа, в 50 км к юго-западу от Тулузы.
По территории коммуны протекает небольшая река Лазау.

## Климат
Климат умеренно-океанический. Зима мягкая и снежная, весна характеризуется сильными дождями и грозами, лето сухое и жаркое, осень солнечная. Преобладают сильные юго-восточные и северо-западные ветры.

## Население
Население коммуны на 2010 год составляло 159 человек.
| 1962 | 1968 | 1975 | 1982 | 1990 | 1999 | 2010 |
| ---- | ---- | ---- | ---- | ---- | ---- | ---- |
| 104  | 88   | 82   | 67   | 82   | 77   | 159  |

## Администрация
| Период | Период | Фамилия             | Партия | Примечания |
| ------ | ------ | ------------------- | ------ | ---------- |
| 2001   | 2014   | Валери Мале         |        |            |
| 2014   | 2020   | Мари-Кристин Бернар |        |            |

## Экономика
В 2010 году среди 104 человек трудоспособного возраста (15—64 лет) 87 были экономически активными, 17 — неактивными (показатель активности — 83,7 %, в 1999 году было 68,9 %). Из 87 активных жителей работали 76 человек (40 мужчин и 36 женщин), безработных было 11 (3 мужчин и 8 женщин). Среди 17 неактивных 5 человек были учениками или студентами, 7 — пенсионерами, 5 были неактивными по другим причинам.